# ミカエル9世パレオロゴス
ミカエル9世パレオロゴス（ギリシア語：Μιχαήλ Θ' Παλαιολόγος （Mikhaēl IX Palaiologos）、1277年4月17日 - 1320年10月12日）は、東ローマ帝国パレオロゴス王朝の皇帝（在位：1294年 - 1320年）。同王朝第2代皇帝アンドロニコス2世パレオロゴスの子で、共同皇帝。同・第4代皇帝アンドロニコス3世パレオロゴスの父。

## 生涯
1294年、父アンドロニコス2世から後継者と目されていたため、共同皇帝に指名された。アンドロニコス2世は、後継者対策を万全に期すために、息子を共同皇帝としたのである。この対策は成功であった。しかし、ミカエル9世の子アンドロニコスは暗愚なうえ、祖父と常に意見が合わず、次第に両者は対立してゆくようになる。そしてついには、孫のアンドロニコスが祖父のアンドロニコスの暗殺をはかるまでにいたった。さらにアンドロニコスが恋敵を除こうとして、誤って弟のマヌエルを殺害してしまう事件まで起きた。
実の息子が自分の父を殺そうとし、挙句の果てには弟を殺してしまったことにショックを受けたミカエル9世は病に倒れ、父に先立って1320年、44歳で病没した。

## 子女
キリキア・アルメニア王国の王レオーン3世の娘リタ（マリアと改名）と結婚し、以下の子女をもうけた。
- アンドロニコス3世（1297年 - 1341年） - 東ローマ皇帝（1328年 - 1341年）
- マヌエル
- アンナ - エピロス専制公トーマース・ドゥーカスと結婚。のち専制公ニコーラ・オルシーニと結婚。
- テオドラ - ブルガリア皇帝テオドル・スヴェトスラフと結婚。のちブルガリア皇帝ミハイル3世シシュマンと結婚。